# Cari amici vicini e lontani
Cari amici vicini e lontani è stato un programma televisivo italiano, dedicato al 60º anniversario della Radio Italiana, andato in onda in sei puntate dal 30 ottobre al 4 dicembre 1984 su Rai 1.

## Il titolo
Il titolo della trasmissione deriva dal saluto con cui Nunzio Filogamo apriva la trasmissione di dilettanti Il microfono è vostro: "Cari amici vicini e lontani buonasera, buonasera ovunque voi siate". Il saluto divenne ancor più famoso quando Filogamo lo pronunciò in apertura del secondo Festival di Sanremo.

## Il programma
Ideato da Aldo Claudio Zappalà, autori del programma erano Renzo Arbore assieme a Riccardo Pazzaglia, Aldo Zappalà, Francesco Macchia e Bruno Voglino.
Renzo Arbore è il goliardico ed elegante presentatore di questo varietà all'insegna della nostalgia, dove viene ripercorsa con sincera passione la storia dell'avventura radiofonica italiana, grazie alla partecipazione dei suoi protagonisti, soprattutto artistici e musicali (da Nunzio Filogamo, a cui è ispirato il titolo della trasmissione, a Pippo Barzizza, da Silvana Fioresi a Carla Boni, da Alberto Sordi a Corrado, da Ernesto Bonino a Claudio Villa, da Lelio Luttazzi a Gianni Boncompagni, Giancarlo Guardabassi e Mike Bongiorno). Vengono inoltre omaggiate alcune trasmissioni storiche (Tutto il calcio minuto per minuto, Gran varietà, Batto quattro, La Corrida e Alto gradimento).
Arbore si esibisce inoltre come clarinettista nell'orchestra dei "Senza Vergogna", che comprende, tra gli altri, Gegè Telesforo, Stefano Palatresi, Massimo Catalano, Antonio Maiello e Marcello Cirillo.
La sigla del programma era eseguita dalle Gemelle Nete, ed era una rivisitazione del successo del Quartetto Cetra Un bacio a mezzanotte, che le gemelle piemontesi cantavano accompagnate da Arbore e dai Senza Vergogna.
Il programma rappresentò il ritorno in televisione di Renzo Arbore dopo un periodo di assenza dagli schermi. Fu un successo incredibile, riuscendo a battere negli ascolti la programmazione di Canale 5.
Nell'estate del 2014, in occasione del 90º anniversario della Radio Italiana, le sei puntate sono state riproposte in seconda serata su Rai 1.

## Cari amici vicini e lontani (2024-2025)
A partire dal 2 ottobre 2024, in occasione dei 100 anni dalla nascita della Radio, Renzo Arbore ripropone la trasmissione su Rai Storia. Nel corso delle puntate vengono replicati i frammenti della trasmissione del 1984, con commenti e introduzioni dello stesso conduttore.
Con diverso montaggio, le puntate vengono proposte nuovamente su Rai 3 nell'estate 2025 in seconda serata, con il titolo di Cari amici vicini e lontani Re-Edition.